# Vladimír Komárek
Vladimír Komárek (10. srpna 1928 Hořensko u Semil – 24. srpna 2002 Jilemnice) byl český malíř, grafik, ilustrátor a pedagog. Patřil k předním osobnostem českého výtvarného umění 20. století. Jeho obrazy, grafiky a ilustrace si svou podmanivostí získaly nejen pozornost, ale i srdce mnoha lidí. Totéž platí i o jeho vypravěčském umění, které svým humorem a člověčenstvím dokázalo vždycky vyvolat salvy smíchu a dobrou náladu.

## Život
Milovaným krajem Vladimíra Komárka bylo Semilsko, kde se narodil a kde prožil i podstatnou část svého života. K výtvarnému umění tíhl od raného mládí – studia začal na umělecké sklářské škole v Železném Brodě a v roce 1946 byl přijat na Akademii výtvarných umění. Po dvou letech však přestoupil na UMPRUM (Vysoká škola umělecko-průmyslová), kde v roce 1954 absolvoval u prof. Karla Štipla.

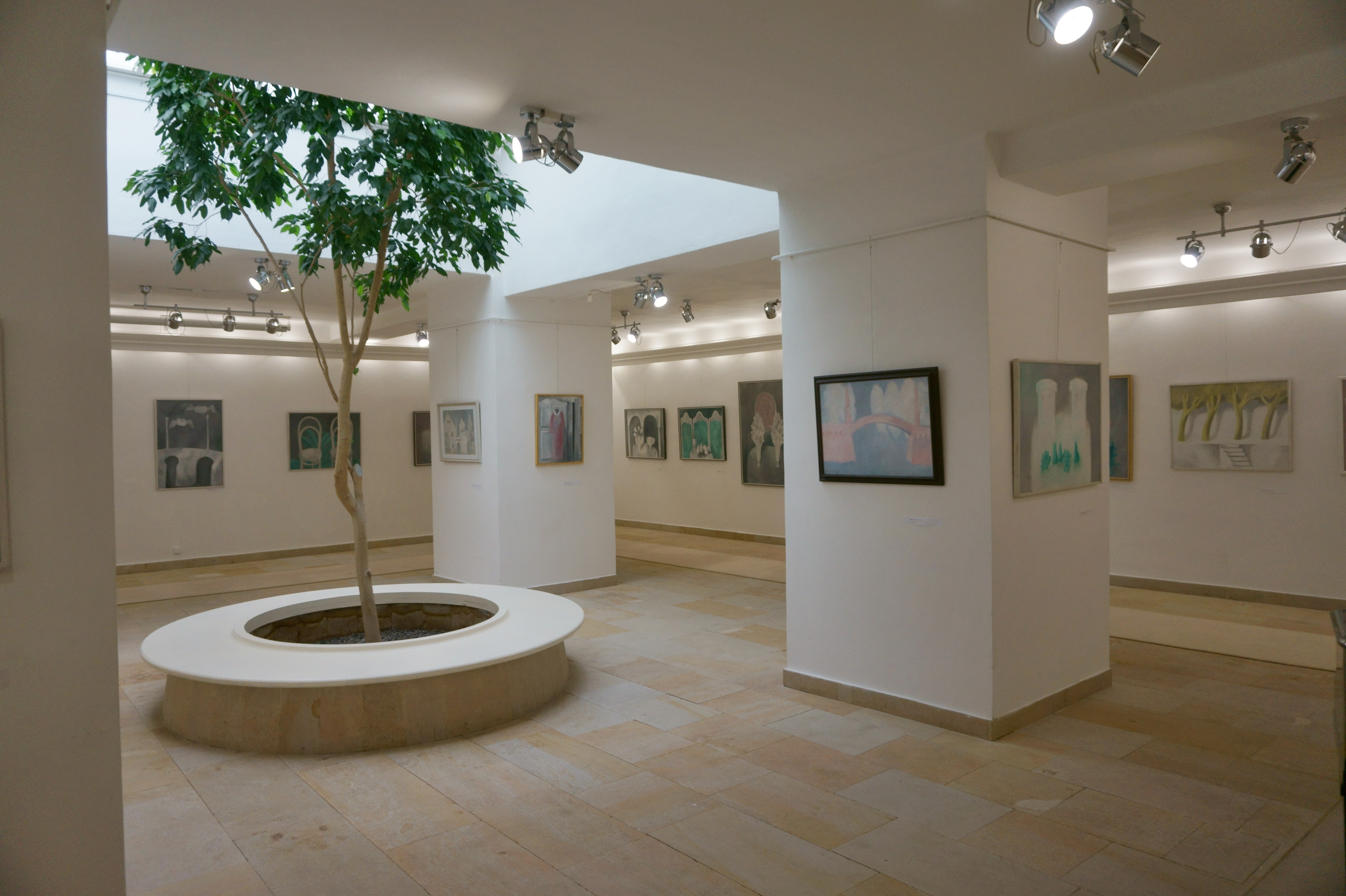
Výstava děl Vladimíra Komárka v semilském muzeu

Už v době studií se intenzivně věnoval vlastní volné tvorbě a aktivně se zapojoval i do skupin a sdružení podobně smýšlejících tvůrců. Například v letech 1965–71 byl členem významného Sdružení českých umělců a grafiků Hollar.
Velmi bohatá byla také jeho výstavní činnost – svoji první samostatnou výstavu uspořádal už v roce 1958 v České Lípě. Jeho rukopis byl jako stvořený také pro tvorbu ilustrací. Za výtvarný doprovod veršů Vladimíra Holana Strom kůru shazuje získal v roce 1981 prestižní ocenění Nejkrásnější kniha roku. S příznivým ohlasem se však setkaly i jeho ilustrace básnické sbírky Jaroslava Seiferta Deštník z Piccadilly (1979), balady Karla Hynka Máchy „Máj“ (1982) i další.
Svojí malířskou tvorbou Vladimír Komárek oživil slavnou tradici české imaginace, kterou před ním proslavil například Jan Zrzavý. Zatímco jeho ranější tvorba se vyznačuje značnou expresivností, pro malby z jeho zralého a zásadního období je charakteristická lyričnost až tklivost a podmanivá poetika. Komárkovým vyjadřovacím prostředkem byly především velmi jemné barvy a neostré kontury, což vnáší do jeho obrazů jedinečnou atmosféru.
Neopakovatelná je rovněž jeho grafická tvorba. Především v oblasti drobné grafiky a ex libris patřil k české i evropské špičce.
Na CD Jen krátká návštěva potěší vyšly tři záznamy z besed s Vladimírem Komárkem.

## Citát
| „               | Komárek je všestranný člověk. Je malíř, dělá i do sochařiny, jen tak nikdo ho nedohoní v grafice, zvláště pak v suché jehle, ale je také skvělý vypravěč, umí nádherně a vtipně psát...Báječné je na něm to, že umí žít naplno. Je až kupodivu abstinent, nekouří, ale strašně rád jí a nestydí se za tuto slabost... | “ |
| — Josef Vinklář | |   |